# Kyndby Huse
Kyndby Huse er en lille bebyggelse i Nordsjælland med 291 indbyggere  (2024). Kyndby Huse er beliggende i Kyndby Sogn ved Isefjord og Kyndbyværket på Hornsherred to kilometer nordvest for Kyndby og 15 kilometer sydvest for Frederikssund. Byen tilhører Frederikssund Kommune og er beliggende i Region Hovedstaden.
Kyndby Huse blev grundlagt i forbindelse med etableringen af Kyndby-Værket, som blev idriftsat i 1940. I 2002 frasolgte energiselskabet Energi E2 de ca. 150 ejendomme og beboerne stiftede den 9. april 2002 en andelsboligforening, som endeligt overtog byen og området den 1. juli 2002. Kyndbyværket drives i dag som en reservekapacitet og ejes i dag af energiselskabet DONG Energy.